# Hersch Lauterpacht
Sir Hersch Lauterpacht (geboren 16. August 1897 in Żółkiew, Galizien; gestorben 8. Mai 1960 in London) war ein polnisch-jüdischer und britischer Rechtswissenschaftler, der aufgrund seiner vielfältigen Aktivitäten im Bereich des Völkerrechts sowohl national als auch international hohes Ansehen und fachliche Anerkennung erlangte.
Er wurde in seinen Ansichten insbesondere durch den Ersten Weltkrieg beeinflusst und absolvierte seine juristische Ausbildung in den 1920er Jahren an der Universität Wien bei Hans Kelsen sowie an der London School of Economics, an der Arnold McNair zu seinem akademischen Lehrer und Förderer wurde. Nach einer anschließenden Tätigkeit als Dozent an der London School of Economics und an der University of London wirkte er von 1938 bis 1955 als Inhaber des Whewell-Lehrstuhls für internationales Recht an der University of Cambridge. Darüber hinaus gehörte er von 1951 bis 1954 der Völkerrechtskommission der Vereinten Nationen an. Im Jahr 1955 zog er sich von seinen universitären Verpflichtungen zurück und wurde Richter am Internationalen Gerichtshof in Den Haag, an dem er bis zu seinem Tod amtierte.
Hersch Lauterpacht war ein Vertreter der naturrechtlichen Philosophie von Hugo Grotius und kritisierte eine strenge rechtspositivistische Sichtweise im Bereich des Völkerrechts. Im Laufe seiner Karriere prägte er Theorie und Praxis des internationalen Rechts mit grundlegenden Beiträgen insbesondere zum Konzept der Menschenrechte, zum Völkerstrafrecht, zur Frage der Anerkennung von Staaten und zum internationalen Vertragsrecht wesentlich mit. Er gilt in der Historiographie des Völkerrechts als einer der herausragendsten Rechtswissenschaftler des 20. Jahrhunderts und erhielt für sein Wirken eine Reihe hoher akademischer und staatlicher Ehrungen. So wurde er 1947 in das Institut de Droit international und ein Jahr später in die British Academy aufgenommen sowie 1956 Ritter geschlagen. Auch sein Sohn Elihu Lauterpacht war in Großbritannien und im Ausland ein renommierter Völkerrechtsexperte.

## Leben

### Jugend und Ausbildung

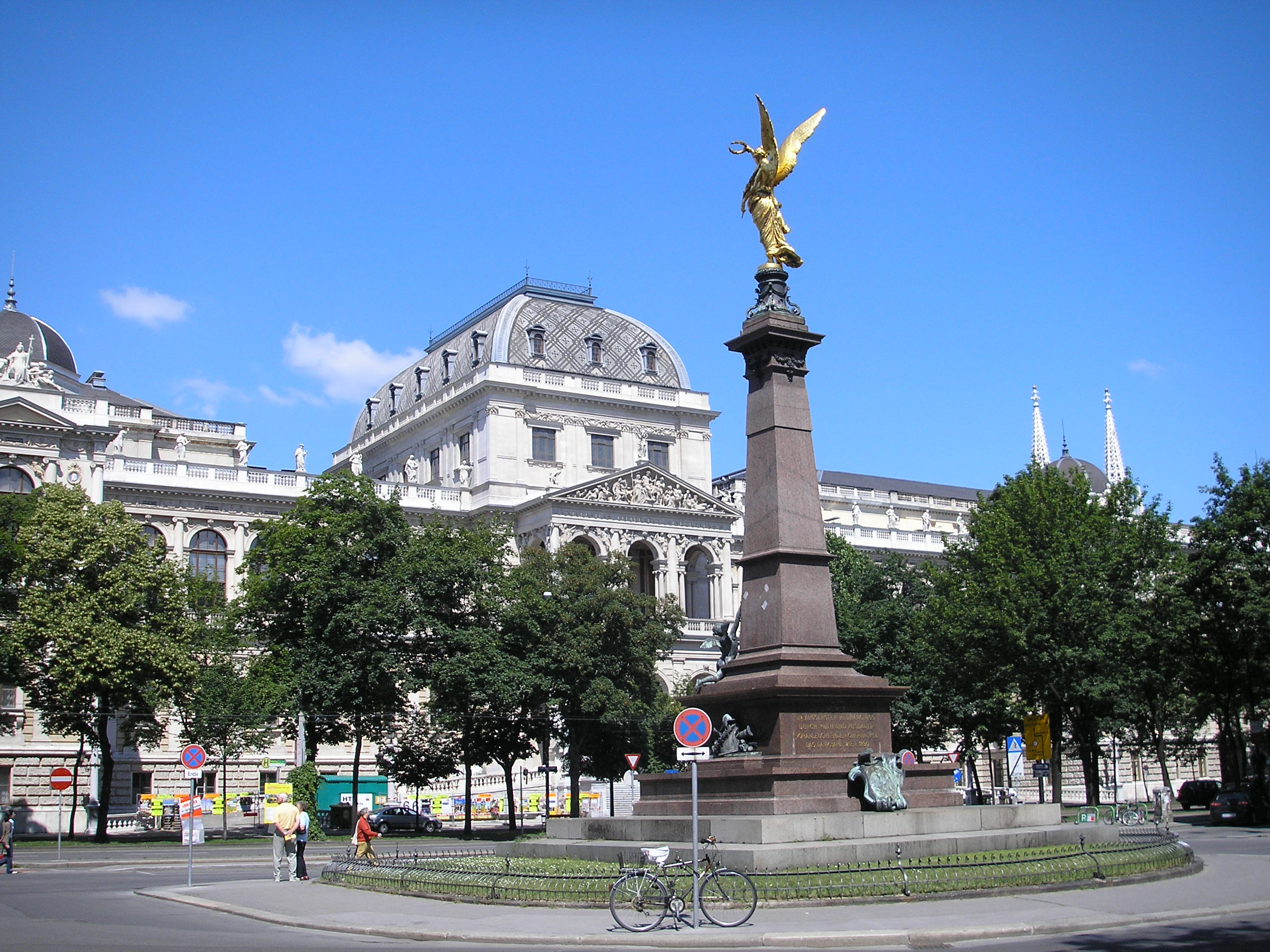
Das Hauptgebäude der Universität Wien, an der Hersch Lauterpacht seine rechts- und politikwissenschaftliche Ausbildung erhielt

Hersch Lauterpacht wurde 1897 als Sohn orthodox-jüdischer Eltern in der Stadt Żółkiew in Galizien geboren. Seine Geburtsstadt, die wie die gesamte Region Galizien ab 1349 unter polnischer und nach der ersten Teilung Polens ab 1772 unter österreich-ungarischer Herrschaft gestanden hatte, wurde nach dem Ende des Ersten Weltkrieges erneut ein Teil Polens. Sie gehört heute unter dem Namen Schowkwa zur Ukraine. Noch während seiner Kindheit zog die Familie, die zur wohlhabenden Mittelschicht zählte, im Jahr 1910 in das nahegelegene Lemberg, wo Hersch Lauterpacht aufwuchs und seine Schulbildung absolvierte. Durch überlieferte persönliche Materialien, die sich später im Besitz seines Sohnes befanden, ist belegt, dass er sich bereits in seiner Jugend intensiv politik-, wirtschafts- und rechtswissenschaftlichen Themen widmete und sich dazu mit Schriften in den Sprachen Englisch, Französisch, Deutsch und Polnisch befasste. Während des Ersten Weltkrieges wurde er für das österreichische Heer verpflichtet und war in der Holzfabrik seines Vaters tätig, die durch die Armee requiriert worden war.
Unmittelbar nach dem Ende des Krieges begann er zunächst ein Studium der Rechtswissenschaften, Philosophie, Geschichte und Politikwissenschaften an der Universität Lemberg, das er jedoch aufgrund starker antisemitischer Tendenzen an der Hochschule und in seiner Heimatregion Galizien ab 1919 an der Universität Wien unter anderem bei Hans Kelsen fortsetzte und mit Doktorgraden in den Fächern Jus (1921) und Politik (1922) abschloss. In seiner rechtswissenschaftlichen Dissertationsschrift befasste er sich unter dem Titel „Das völkerrechtliche Mandat in der Satzung des Völkerbundes“ erstmals intensiv mit einem Thema aus dem Bereich des internationalen Rechts. Er sympathisierte während seines Studiums mit zionistischen Positionen und wirkte als erster Präsident der neugegründeten „World Federation of Jewish Students“ (Weltvereinigung jüdischer Studenten). Seine Abstammung betrachtete er in dieser Zeit weder als österreichisch noch als polnisch, sondern vielmehr als jüdisch. Im Laufe seines späteren Lebens traten diese Ansichten jedoch zurück hinter eine von Liberalismus, Individualismus und Kosmopolitismus geprägte Grundhaltung.
In Wien lernte er auch seine spätere Frau Rachel Steinberg kennen, die dort eine musikalische Ausbildung absolvierte. Nach der Heirat 1923 zogen sie im gleichen Jahr in das Vereinigte Königreich, da Hersch Lauterpacht das Ziel verfolgte, seine unter Hans Kelsen in Wien begonnenen Studien des internationalen Rechts bei dem britischen Rechtswissenschaftler Arnold McNair fortzusetzen. Er schrieb sich als Forschungsstudent an der London School of Economics (LSE) ein, an der McNair in der Folgezeit zu seinem akademischen Lehrer wurde. Zwischen beiden entstand eine enge und lebenslange Freundschaft, die sich auch auf ihre Familien erstreckte und die spätere Karriere von Hersch Lauterpacht prägte. Im Juli 1928 wurde sein Sohn Elihu Lauterpacht, der später den Interessen seines Vaters folgte und ebenfalls ein prominenter Jurist im Bereich des Völkerrechts wurde, als einziges Kind seiner Ehe geboren.

### Akademische Laufbahn

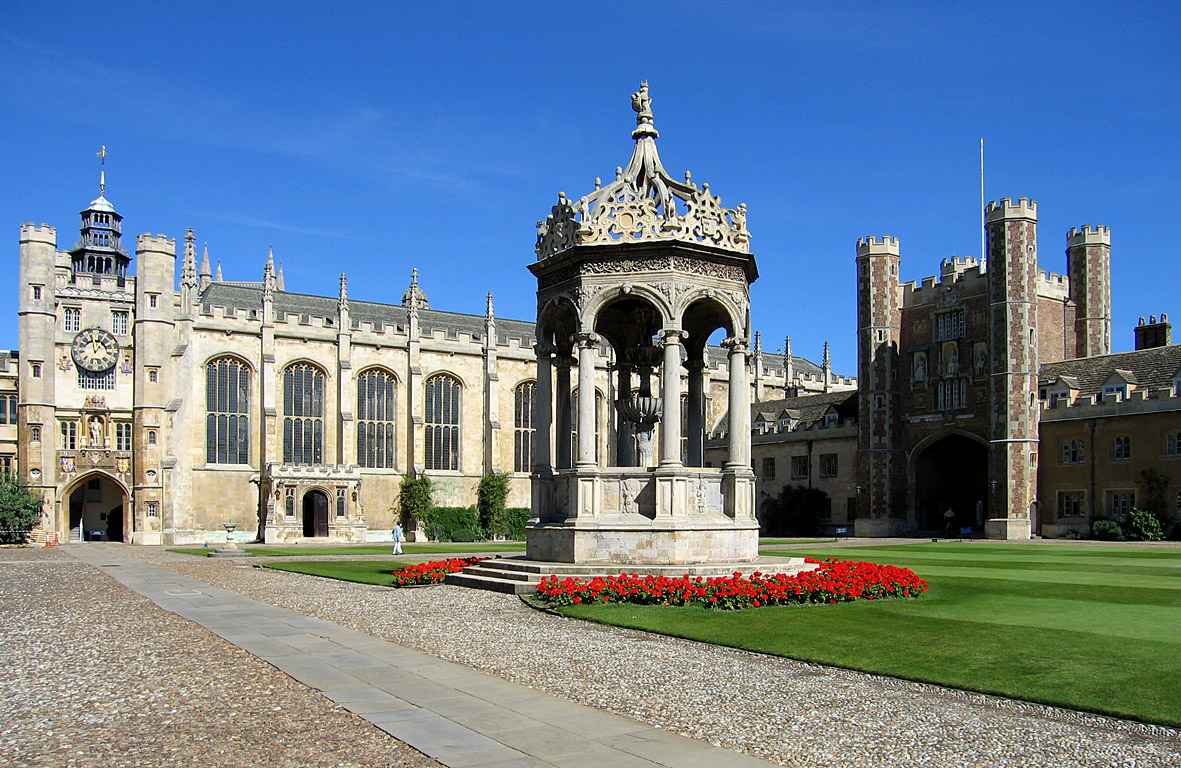
Das Trinity College der University of Cambridge, akademische Wirkungsstätte von Hersch Lauterpacht von 1938 bis 1954

Hersch Lauterpacht war bis 1937 als Dozent an der London School of Economics im Bereich der Lehre und Forschung tätig und veröffentlichte 1927 mit dem Buch „Private Law Sources and Analogies of International Law with Special Reference to Arbitration“, das teilweise auf seiner juristischen Dissertationsschrift basierte, seine erste wichtige englischsprachige Abhandlung. 1931 nahm er die britische Staatsbürgerschaft an. Im folgenden Jahr wurde er neben seiner Tätigkeit an der LSE auch Dozent für Völkerrecht an der University of London, 1933 erschien unter dem Titel „The Function of Law in the International Community“ eines seiner bekanntesten Werke. Ab 1935 fungierte er als Herausgeber des von Lassa Oppenheim begründeten Lehrbuchs „International Law: A Treatise“. Unter seiner Leitung erschienen bis 1955 die fünfte bis achte Auflage des ersten Bandes („Peace“) und zwischen 1935 und 1952 die fünfte bis siebte Auflage des zweiten Bandes („War and Neutrality“). Darüber hinaus initiierte er unter dem Titel „Annual Digest and Reports of Public International Law Cases“ die regelmäßige Veröffentlichung einer Sammlung von Fallentscheidungen nationaler und internationaler Gerichte zu Fragen des Völkerrechts, die er bis an sein Lebensende betreute und die über seinen Tod hinaus bis in die Gegenwart jährlich unter dem Titel „International Law Reports“ erscheint.
Der ebenfalls nach England emigrierte Kelsen-Schüler Leo Gross, der später in die USA auswanderte, unterstützte Hersch Lauterpacht in den 1930er Jahren als Assistent. Im Jahr 1936 wurde er als Barrister (vor Gericht praktizierender Rechtsanwalt) an die Anwaltskammer Gray’s Inn berufen. Obwohl er selbst kaum Interesse für das englische Recht zeigte, absolvierte er die für die Anwaltszulassung notwendigen Prüfungen auf Anraten seines Mentors Arnold McNair, da dieser eine solche Berufsqualifikation als vorteilhaft für eine Tätigkeit an einer englischen Universität ansah. In Nachfolge von McNair erhielt er 1938 einen Ruf auf den Whewell-Lehrstuhl für internationales Recht an der juristischen Fakultät der University of Cambridge, eine der ältesten und renommiertesten akademischen Positionen weltweit im Bereich des internationalen Rechts. Von 1944 bis 1954 war er darüber hinaus Herausgeber des „British Year Book of International Law“. In den Jahren 1930, 1934, 1937 und 1947 wirkte er als Dozent an der Haager Akademie für Völkerrecht. Im Oktober 1940 reiste er auf Einladung der Carnegie-Stiftung für Internationalen Frieden in die Vereinigten Staaten und war dort bis Anfang 1941 als Gastprofessor tätig. Von Juli 1941 bis März 1942 ging er erneut in die USA als Mary-Whiton-Calkins-Gastprofessor am Wellesley College. Zu seinen Studenten zählten unter anderem D. P. O’Connell, der im weiteren Verlauf seiner Karriere Chichele-Professor für Völkerrecht an der University of Oxford wurde, der spätere Präsident des Internationalen Gerichtshofs Stephen Myron Schwebel sowie Derek Bowett, der später wie Lauterpacht Inhaber des Whewell-Lehrstuhls in Cambridge war.

### Nach dem Zweiten Weltkrieg

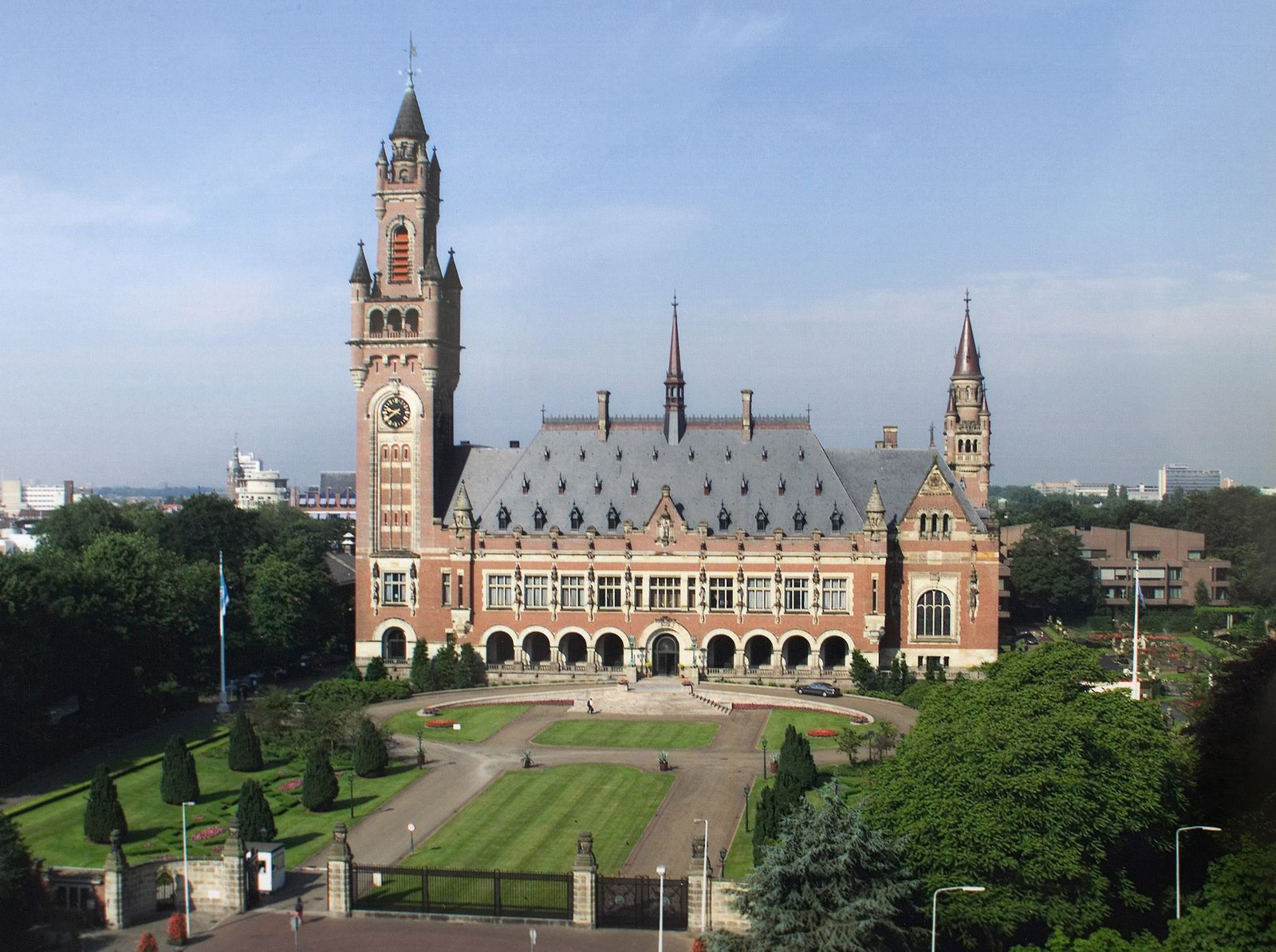
Der Friedenspalast in Den Haag, Sitz des Internationalen Gerichtshofs, an dem Hersch Lauterpacht von 1955 bis zu seinem Tod tätig war

Hersch Lauterpacht verlor während des Zweiten Weltkrieges infolge des Holocausts seine Eltern sowie seine Geschwister und deren Kinder mit Ausnahme einer Nichte. Auch wenn ein entsprechender Einfluss auf seine Ansichten und Interessen in seinen Schriften nicht direkt feststellbar ist, wurde sein Wechsel von politischen Themen zu humanitären Erwägungen, zum internationalen Strafrecht und zu Fragen der Menschenrechte in seinem Wirken nach 1945 wahrscheinlich von dieser persönlichen Erfahrung mitbeeinflusst. Während des Nürnberger Prozesses gegen die Hauptkriegsverbrecher arbeitete er die Eröffnungs- und die Schlussrede für den britischen Chefankläger Hartley Shawcross aus. Er betonte in seinen Ausführungen die Neutralität und Unabhängigkeit des Internationalen Militärgerichtshofs sowie die Anwendung internationaler Rechtsstandards anstelle von Siegerjustiz. Hartley Shawcross verwendete die ausgesprochen emotionslos, formaljuristisch und zurückhaltend formulierten Entwürfe von Hersch Lauterpacht allerdings nur zum Teil in seinen durch leidenschaftliche und stellenweise zornige Sprache geprägten Plädoyers. Gleichwohl brachte Shawcross in der Folgezeit mehrfach seine Dankbarkeit gegenüber Lauterpacht zum Ausdruck. 1948 wirkte Hersch Lauterpacht drei Monate lang in New York am Arbeitsprogramm der neu entstandenen Völkerrechtskommission der Vereinten Nationen mit.
Im Jahr 1951 erbat Mordechai Shenavi, Initiator von Yad Vashem, Lauterpachts Meinung bezüglich eines Vorhabens, verstorbenen Opfern des Holocaust nachträglich die israelische Staatsbürgerschaft zu verleihen. Lauterpachts Antwort fiel ambivalent aus: Einerseits widerspreche die Überlegung dem Völkerrecht, das bisher unter anderem den aktiven Wunsch nach der Annahme der Staatsbürgerschaft verlangte. Andererseits entspreche die völlige Neuheit des Vorstoßes der Natur des Ereignisses, auf das es reagierte, und für das es ebenfalls keinen Präzedenzfall gebe. Der Vorgang verweist auf eine zentrale Frage im Denken Lauterpachts zu dieser Zeit: Wie konnte das Völkerrecht, das sich auf etablierte Regeln und Präzedenzen stützt, dem nie dagewesenen absoluten Genozid gerecht werden?
Von 1951 bis 1954 gehörte er selbst der Kommission an und arbeitete während dieser Zeit zwei Berichte zum internationalen Vertragsrecht aus. Darüber hinaus war er mehrfach als Rechtsberater des britischen Außenministeriums sowie zwischen 1948 und 1952 als Berater der Anglo-Persian Oil Company und anderer Mineralölunternehmen in internationalen Vermittlungsfällen tätig. Seine wichtigsten akademischen Veröffentlichungen nach dem Zweiten Weltkrieg waren mit dem 1945 erschienenen „An International Bill of the Rights of Man“ sowie dem fünf Jahre später veröffentlichten „International Law and Human Rights“, das insbesondere auch in Deutschland viel Beachtung in der Rechtsprechung und der rechtswissenschaftlichen Lehre fand, seine Werke zu den Menschenrechten. Im Jahr 1954 wurde er zum Richter an den Internationalen Gerichtshof (IGH) in Den Haag gewählt. Seine Nominierung durch die britische Regierung traf in Großbritannien teilweise auf Skepsis, da in einigen gesellschaftlichen Kreisen die Ansicht vorherrschte, dass der Repräsentant des Landes am Gericht „durch und durch Brite“ sein sollte und dass Hersch Lauterpacht diesen Anspruch weder durch seine Herkunft noch durch seinen Namen oder seine Ausbildung erfüllen würde. Er trat das Amt mit Beginn des folgenden Jahres an, nachdem er sich von seiner Position an der University of Cambridge zurückgezogen hatte. Nach Ansicht des deutsch-amerikanischen Juristen Wolfgang Friedmann wirkte die Wahl Lauterpachts einem Ansehensverlust für den Gerichtshof entgegen, dem sich dieser seit seiner Gründung ausgesetzt sah, weil eine Reihe von Fällen mit Auseinandersetzungen um die formale Zuständigkeit des Gerichts anstelle der Klärung sachlicher Fragen geendet hatten. Sein Nachfolger als Whewell-Professor wurde der mit ihm befreundete Jurist Robert Jennings, der ab 1982 ebenfalls als Richter am IGH wirkte. Hersch Lauterpacht folgte am IGH wie bereits in Cambridge seinem früheren Lehrer Arnold McNair.
Während seiner Zeit am Gerichtshof war Hersch Lauterpacht an einer Reihe von grundlegenden Entscheidungen beteiligt, die er teilweise durch Sondervoten prägte, die bis in die Gegenwart als grundlegende Beiträge zur Theorie des Völkerrechts gelten. Zu den bekanntesten Fällen, an denen er mitwirkte, zählten das von 1955 bis 1957 laufende Verfahren Certain Norwegian Loans (France v. Norway) und der zwischen 1957 und 1959 verhandelte Fall Interhandel (Switzerland v. United States of America). Streitgegenstand im Norwegian-Loans-Fall zwischen Frankreich und Norwegen war die Einlösbarkeit in Gold von bestimmten Anleihen, die von norwegischen Banken zwischen 1885 und 1909 ausgegeben worden waren. Im Interhandel-Fall beanspruchte die Schweiz von den Vereinigten Staaten die Rückgabe des Vermögens der Firma Interhandel, einer schweizerischen Tarnfirma des deutschen Chemieunternehmens I.G. Farben, das vom Alliierten Kontrollrat aufgrund seiner Beziehungen zur nationalsozialistischen Regierung in Deutschland aufgelöst worden war. Zentraler Streitpunkt in beiden Fällen war die Zuständigkeit des Internationalen Gerichtshofs, die aufgrund entsprechender Vorbehaltsklauseln von den jeweils verklagten Parteien in Frage gestellt wurde. Kennzeichnend für Lauterpachts Stellungnahmen in den Entscheidungen des IGH war ihre Länge und die Ausführlichkeit der jeweiligen Begründung. Dies entsprach seinem Bestreben, mit den Urteilen nicht nur den konkreten Fall zu entscheiden, sondern auch damit im Zusammenhang stehende allgemeine juristische Aspekte zu klären beziehungsweise zu präzisieren und auf diese Weise zur Weiterentwicklung des Völkerrechts beizutragen.

### Tod
Hersch Lauterpacht erlitt im Oktober 1959 in Den Haag einen schweren Herzinfarkt und starb ein halbes Jahr später in London im Alter von 62 Jahren während einer krebsbedingten Operation. Im Rahmen seiner richterlichen Tätigkeit am IGH war er unmittelbar vor seinem Tod mit dem Gutachten zur Fragestellung Constitution of the Maritime Safety Committee of the Inter-Governmental Maritime Organization befasst, das einen Monat nach seinem Tod vom Gerichtshof bekanntgegeben wurde. Thema dieser auch als IMCO Advisory Opinion bezeichneten Entscheidung, die wichtige Grundsätze zur Interpretation von Verträgen durch den Gerichtshof dokumentierte, war die Rechtmäßigkeit der Schaffung eines Komitees der Internationalen Seeschifffahrts-Organisation.
Aufgrund des Todes von Hersch Lauterpacht blieben seine Arbeiten an einer eigenen umfassenden allgemeinen Abhandlung zum Völkerrecht ebenso unvollendet wie eine neue Ausgabe von Oppenheims Lehrbuch, von dem erst 1992 die von Robert Yewdall Jennings bearbeitete neunte Auflage erschien. Sein Nachfolger am Internationalen Gerichtshof wurde der Brite Gerald Fitzmaurice, der sechs Jahre zuvor bereits Lauterpachts Position in der Völkerrechtskommission übernommen hatte. Die Wahl von Fitzmaurice entsprach dabei der Tradition des Gerichtshofs, beim Tod eines Richters vor dem regulären Ende seiner Amtszeit einen Kandidaten aus demselben Land zu wählen.

## Wirken

### Rechtsphilosophische und politische Ansichten

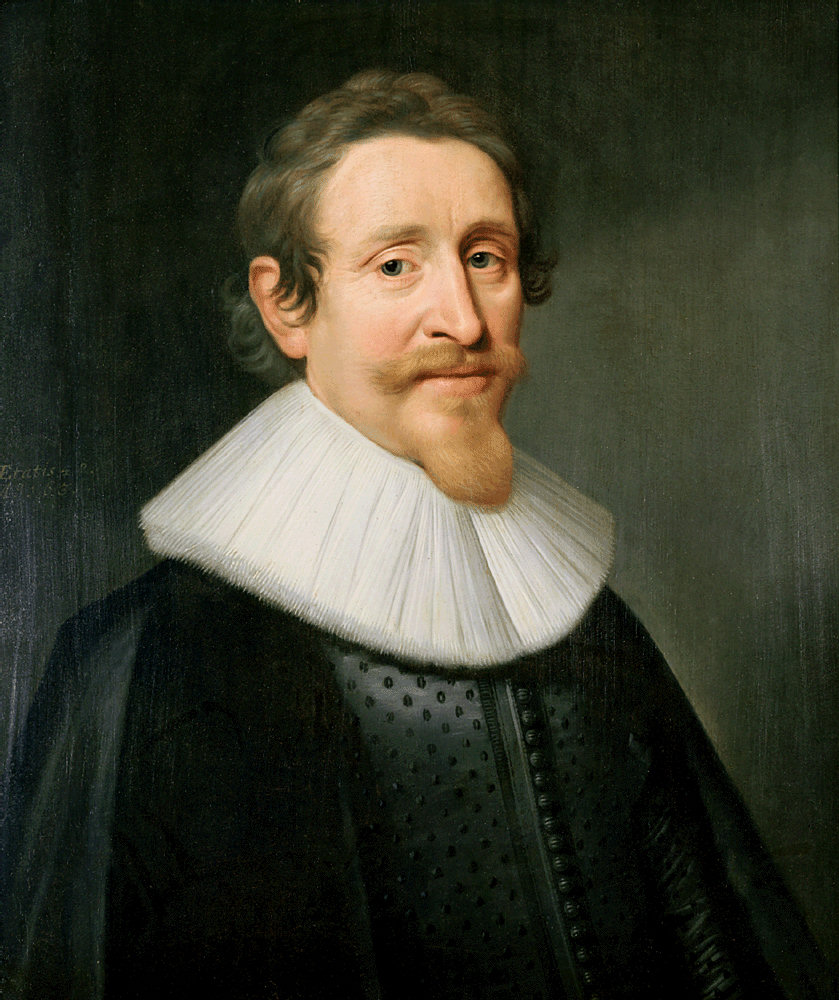
Hugo Grotius (1583–1645), dessen naturrechtliche Erwägungen die Rechtsphilosophie von Hersch Lauterpacht prägten

Hersch Lauterpacht wurde in seinen Ansichten und seinem Wirken insbesondere durch den Ersten Weltkrieg sowie die Nachkriegsjahre geprägt, in denen er sein Studium absolvierte und seine akademische Laufbahn begann. In seinem 1933 erschienenen Buch The Function of Law in the International Community postulierte er später, dass die internationale Rechtsordnung auf dem von ihm als „ursprüngliche Pflicht des Rechts“ bezeichneten Verzicht auf staatliche Gewalt begründet sein müsse. Er sah den Ersten Weltkrieg und dessen Vor- und Nachgeschichte sowie den zugrundeliegenden aggressiven Nationalismus als Bruch und Rückschritt in der Entwicklung der internationalen Beziehungen an, die seiner Meinung nach bis zum Ende des 19. Jahrhunderts weitestgehend friedlich und progressiv verlaufen war. Demgegenüber stand die durch die Moderne beeinflusste Sichtweise, dass der Erste Weltkrieg dazu beigetragen habe, überkommene soziale und kulturelle Normen zu überwinden und eine Entwicklung zu neuen Denkansätzen in Kultur und Gesellschaft anzustoßen. Einer der prominentesten Vertreter modernistischer Positionen in den Rechtswissenschaften war Hans Kelsen, bei dem Lauterpacht in Wien studiert hatte und den er trotz der Differenzen zwischen Kelsens Ansichten und seiner eigenen traditionalistisch und naturrechtlich geprägten Sichtweise verehrte. Darüber hinaus teilte er einige der Ansichten von Kelsen, so war er beispielsweise skeptisch hinsichtlich der Eignung des Rechts als Schutz vor Willkür.
Dem infolge des Ersten Weltkrieges gegründeten Völkerbund traute er nicht zu, den Verzicht auf staatliche Gewalt wie von ihm gefordert als Grundlage des internationalen Rechtssystems zu etablieren, da die Charta des Völkerbundes seiner Meinung nach voller Schlupflöcher für Aggressoren sei. Auch die im Ergebnis des Zweiten Weltkrieges entstandene Weltordnung empfand er trotz der Fortschritte im Bereich der internationalen Ordnung, die beispielsweise durch die Gründung der Vereinten Nationen erreicht worden waren, vor allem aufgrund der Zweiteilung der Staatengemeinschaft in zwei Machtblöcke als enttäuschend. Hersch Lauterpacht war ein Anhänger viktorianischer Ideale und sah sich selbst als progressiven Herausforderer der rechtswissenschaftlichen Orthodoxie, der in verschiedenen Bereichen versuchte, das internationale Recht durch Kritik an bestehenden Positionen und Theorien über seine ursprünglichen beziehungsweise geltenden Grenzen hinaus zu erweitern. Seine grundlegenden rechtsphilosophischen Prinzipien waren insbesondere durch die Schriften von Hugo Grotius und Immanuel Kant beeinflusst. Diesbezüglich gilt er als einer der führenden Vertreter einer Wiederbelebung der naturrechtlichen Traditionen von Grotius im 20. Jahrhundert, auch wenn er eingestand, dass es ein von anderen Rechtsquellen und -prinzipien völlig unbeeinflusstes Naturrecht nicht geben würde.
Hersch Lauterpacht verstand das Recht als eine Wissenschaft, die ähnlich den Naturwissenschaften durch einen Horror vacui, also ein Zurückschrecken vor leeren Räumen, sowie durch ein Streben nach logischer Konsistenz und Übereinstimmung mit der Realität gekennzeichnet sei. Einen staatsbezogenen Rechtspositivismus lehnte er ab, da ein solcher sowohl diesen wissenschaftlichen Ansprüchen nicht gerecht werden würde als auch ein Hemmnis für eine Entwicklung zu einer universellen Rechtsordnung sei. Das Naturrecht betrachtete er als eine der primären Quellen des Völkerrechts und vertrat diesbezüglich die Ansicht, dass das Naturrecht nicht notwendigerweise willkürlich sei, sondern vielmehr als progressive Kraft wirken könne. Er ging in seinen Schriften und seinem Wirken von einer formellen und materiellen „Vollständigkeit der Völkerrechtsordnung“ aus, eine Idee, die er insbesondere in seinem Werk The Function of Law in the International Community ausarbeitete. Grundvoraussetzung für eine solche Vollständigkeit sei seiner Meinung nach die Zulässigkeit von Analogieschlüssen aus dem Privatrecht, von naturrechtlichen Erwägungen und von Entscheidungen auf der Basis allgemeiner Rechtsgrundsätze in den Bereichen, in denen das vertraglich normierte Völkerrecht Lücken aufweist. Insbesondere zur Anwendbarkeit von Prinzipien des Privatrechts im Bereich des Völkerrechts gilt Hersch Lauterpacht als erster Autor, der sich dieser Frage systematisch widmete. Aus seiner Ansicht zur Vollständigkeit der Völkerrechtsordnung folgend vertrat er auch die Auffassung, dass es im internationalen Recht keine Situation des Non liquet, also die Zurückweisung eines Falles durch ein internationales Gericht aufgrund von fehlender Zuständigkeit oder unklarer Rechtslage, geben könne.
Ein vollständiges Fehlen von Recht in einem bestimmten Bereich betrachtete Hersch Lauterpacht als Absurdität. Diesbezüglich gestand er allerdings ein, dass eine strenge rechtspositivistische Sichtweise im Völkerrecht grundlegend andere Konsequenzen hätte als in anderen Rechtdisziplinen, in denen er rechtspositivistische Prinzipien akzeptierte. Während diese seiner Meinung nach im Bereich des Völkerrechts zu Lücken im Recht führen würden, wäre hingegen im Privatrecht und im öffentlichen Recht ein geschlossenes und lückenloses Rechtssystem die Essenz des Rechtspositivismus. Sein Anspruch an eine vollständige Rechtsordnung im Völkerrecht und die dem zugrundeliegende Methodologie resultierten dabei aus seiner akademischen Prägung durch die positivistische Denkrichtung der deutschen Rechtstraditionen. Die von anderen Juristen vertretene Sichtweise, dass es fundamentale Unterschiede zwischen den angelsächsischen und den kontinentaleuropäischen Denkschulen in den Rechtswissenschaften gebe, sah Hersch Lauterpacht kritisch. Eine solche Auffassung stand seiner Ansicht nach einem einheitlichen Verständnis von Recht und Gerechtigkeit sowie einer gemeinsamen Basis für die zwischenstaatliche Rechtsordnung und damit einem Völkerrecht als Recht der gesamten Menschheit im Wege. Da er selbst durch seine Ausbildung in Wien und London durch beide Denkrichtungen gleichermaßen beeinflusst worden war, versuchte er sie in seiner Lehre und seinen Schriften zu kombinieren. Dies kam insbesondere zum Ausdruck in den von ihm bearbeiteten Ausgaben von Oppenheims „International Law: A Treatise“, die er im Laufe der von ihm bearbeiteten Neuauflagen sowohl inhaltlich erweiterte als auch durch seine Geisteshaltung prägte.
Darüber hinaus war Hersch Lauterpacht ein Vertreter der als Domestic Analogy bezeichneten Sichtweise, dass dem nationalen und dem internationalen Recht die gleichen moralischen und juristischen Prinzipien zugrunde liegen würden beziehungsweise sollten. In seinen Schriften nach 1945 wich er demzufolge auch von der vorherrschenden positivistischen Meinung ab, dass nur Staaten Völkerrechtssubjekte seien. Basierend auf dieser Ansicht kritisierte er während seiner Zeit am Internationalen Gerichtshof wiederholt den von ihm als automatic reservation bezeichneten Vorbehalt der Vereinigten Staaten und anderer Staaten, dem zufolge der IGH keine Zuständigkeit in Fällen hätte, die nach Ansicht eines Landes der Jurisdiktion nationaler Gerichte unterliegen würden. Im Mittelpunkt einer internationalen Rechtsordnung sah er ein internationales Gericht wie den bis 1945 bestehenden Ständigen Internationalen Gerichtshof und den nach dem Ende des Zweiten Weltkrieges entstandenen Internationalen Gerichtshof. Für die Zuständigkeit internationaler Tribunale sah er diesbezüglich keine vorgegebenen Grenzen, vielmehr vertrat er die Ansicht, dass sich solche Gerichte von sich aus so vielen Fragen wie möglich widmen sollten. Eine zentrale Doktrin innerhalb seiner Ansichten war das Prinzip pacta sunt servanda („Verträge sind einzuhalten“), das er in mehreren seiner Stellungnahmen am IGH vertrat.

### Lebenswerk

„Private Law Sources And Analogies of International Law“, die erste wichtige englischsprachige Monographie von Hersch Lauterpacht

Hersch Lauterpacht war mehr als 15 Jahre lang Inhaber eines der renommiertesten englischen Lehrstühle im Bereich des internationalen Rechts und verfasste im Laufe seiner Karriere fünf bedeutende Monografien sowie über 70 Fachartikel. Darüber hinaus fungierte er als Herausgeber eines langjährig etablierten und international verbreiteten Lehrbuches sowie von zwei wichtigen völkerrechtlichen Periodika, von denen er eines selbst begründet hatte. In seinem letzten Lebensjahrzehnt wirkte er in zwei zentralen Institutionen der internationalen Rechtsordnung, der Völkerrechtskommission und dem Internationalen Gerichtshof. Er prägte damit die theoretische und praktische Weiterentwicklung des internationalen Rechts sowie die akademische Forschung und Lehre in diesem Rechtsbereich rund ein Vierteljahrhundert lang entscheidend mit. Seine akademischen Schriften sowie seine Stellungnahmen in den Entscheidungen und Gutachten des IGH werden bis in die Gegenwart regelmäßig in Fachartikeln, in Urteilen sowie in Debatten der UN-Generalversammlung zitiert. In den fünf Jahren, die er bis zu seinem Tod am Internationalen Gerichtshof tätig war, war sein Einfluss auf den IGH allerdings nicht so groß, wie bei seinem Amtsantritt erwartet worden war.
Als wichtigste rechtstheoretische Veröffentlichung von Hersch Lauterpacht gilt das 1933 erschienene Buch „The Function of Law in the International Community“. Ausgangspunkt und thematische Grundlage des Werkes, das sowohl sprachlich als auch argumentativ noch der Denkrichtung der deutschen Rechtstraditionen entsprach, waren der Versuch einer Zollunion Deutschland-Österreich und der entsprechende Streit vor dem Ständigen Internationalen Gerichtshof um deren Rechtmäßigkeit. In diesem Buch legte er seine Ansichten zu einer umfassenden und vollständigen internationalen Rechtsordnung ohne nennenswerte Einflüsse aus Politik und Diplomatie dar und vertrat die Position, dass sich Probleme in der internationalen Politik und den internationalen Beziehungen ausschließlich durch das Recht lösen lassen. Diese Position begründete er in seinem Werk vor allem durch eine historisch abgeleitete Gegenüberstellung mit der gegenteiligen Doktrin, dass es sowohl politische als auch rechtliche Konflikte gäbe und damit auch internationale Auseinandersetzungen, die nicht justiziabel seien. Diese Annahme verschiedener Arten von Konflikten betrachtete er als praktisch nicht vollständig umsetzbar sowie als nicht logisch oder juristisch begründbar.
Zusammen mit seinem Freund und Lehrer Arnold McNair trug Hersch Lauterpacht dazu bei, in Großbritannien das internationale Recht als gleichberechtigte Disziplin in der akademischen Lehre in den Rechtswissenschaften zu etablieren. Er hatte aufgrund seines Stils einen außergewöhnlich guten Ruf als Hochschullehrer. Seine Vorlesungen waren zahlreich besucht, sowohl von Studenten als auch von Kollegen, die sich auf diese Weise Anregungen für ihre eigene Arbeit erhofften. Er hielt seine Lehrveranstaltungen in der Regel am späten Vormittag, um sich am frühen Morgen anhand seiner Materialien auf das jeweilige Thema einstimmen und vorbereiten zu können. Für die Diskussionen in seinen Seminaren präsentierte er Probleme, die unmittelbar aus der tatsächlichen völkerrechtlichen Praxis seiner Zeit stammten und mit denen er oft persönlich befasst war. Den Erinnerungen seines Freundes Robert Jennings zufolge war er besonders begabt darin, in Vorlesungen und Seminaren Redepausen zur Gestaltung seiner Vorträge einzusetzen. Ein weiteres für seine Lehrveranstaltungen und Diskussionen markantes Stilmittel war die prägnante und gelegentlich wiederholt gestellte Frage „Is that so?“ (Ist das so?), wenn eine seiner Meinung nach wenig durchdachte und an Lehrbuchwissen angelehnte Aussage eines Studenten oder Kollegen ihn nicht zufriedenstellte und er darüber eine tiefergehende Debatte anstoßen wollte.
Hersch Lauterpacht nahm über das Studium hinaus großen Anteil am Leben seiner Studenten, denen er mit Hilfsbereitschaft und Großzügigkeit begegnete, und unterstützte sie beispielsweise bei der Wohnungssuche. Aus seinem Privatvermögen stiftete er den Arnold McNair Scholarship Fund, aus dem die University of Cambridge bis in die Gegenwart ein einjähriges Stipendium für Studenten im Bereich des internationalen Rechts finanziert. Als Herausgeber des „British Year Book of International Law“ vermied er bei der Auswahl der Themen Fragestellungen von vorübergehendem Interesse und legte großen Wert auf Beiträge, von denen er einen längerfristigen Einfluss auf die Entwicklung des internationalen Rechts erwartete. Darüber hinaus förderte er gezielt jüngere Rechtswissenschaftler, indem er ihnen Gelegenheit zur Veröffentlichung von Artikeln bot.

## Rezeption und Nachwirkung

### Einfluss auf das Völkerrecht

Das 1933 erschienene Hauptwerk von Hersch Lauterpacht, eine rechtstheoretische Abhandlung über die Funktion des Rechts in der internationalen Gemeinschaft

Hersch Lauterpacht, der sich im Laufe seiner Karriere mit nahezu jedem in der ersten Hälfte des 20. Jahrhunderts relevanten Thema des Völkerrechts beschäftigte, leistete in mehreren Bereichen grundlegende und prägende Beiträge. Herausragend waren dabei seine Arbeiten zum Konzept der Menschenrechte, die diesen Rechtsbereich mitbegründeten und ihren Höhepunkt in seinem 1950 erschienenen Werk „International Law and Human Rights“ fanden. Seine Ideen in diesem Bereich schufen die Basis für das gegenwärtig in Europa etablierte System zum Schutz der Menschenrechte einschließlich des Europäischen Gerichtshofs für Menschenrechte und seiner Vorgängerinstitution, der Europäischen Menschenrechtskommission. Wie seine vorherigen Positionen zu anderen Fragen des internationalen Rechts waren auch diese Arbeiten durch von Grotius geprägte naturrechtliche Erwägungen beeinflusst. Zum Zeitpunkt der Gründung der Vereinten Nationen war sein 1945 erschienenes Werk „An International Bill of the Rights of Man“ die einzige umfassende Abhandlung zur Etablierung und zum Schutz universell geltender Menschenrechte. Die von der UN-Generalversammlung drei Jahre später verabschiedete Allgemeine Erklärung der Menschenrechte betrachtete er kritisch, da er sie für zu allgemein und unbestimmt formuliert und damit für ineffektiv hinsichtlich ihrer Durchsetzbarkeit hielt. Gleichwohl zeigte er sich in seinem 1950 erschienenen Buch überzeugt davon, dass die UN-Menschenrechtskonvention beispielsweise einen wesentlichen Einfluss auf einige Entscheidungen des Obersten Gerichtshofs der Vereinigten Staaten zu Fragen der Rassentrennung und der Gleichberechtigung gehabt hatte.
Ein weiterer Bereich, dem sich Hersch Lauterpacht widmete, war die Frage der Anerkennung von Staaten. In diesem Bereich ging er grundsätzlich von der konstitutiven Theorie der Souveränität aus, nach der ein Gebilde erst aufgrund der Anerkennung durch andere Staaten zu einem Völkerrechtssubjekt wird. Er erweiterte diese Sichtweise allerdings um den später als „Lauterpacht-Doktrin“ bezeichneten Grundsatz, dass eine Verpflichtung zur Anerkennung von Entitäten als Staat bestehen würde, sofern diese die nach der deklarativen Theorie der Souveränität definierten Merkmale von Staaten erfüllen. Zu diesen in der Konvention von Montevideo formulierten Eigenschaften zählen die Existenz eines Staatsvolks, eines Staatsgebietes und einer die Staatsgewalt ausübenden stabilen Regierung. Die von ihm postulierte Pflicht zur Anerkennung bildet beispielsweise die Grundlage der Außenpolitik Großbritanniens und steht im Gegensatz zur Praxis der Anerkennung auf der Basis unilateralen Ermessens. Zur Vermeidung von Konflikten zwischen dieser Anerkennungspflicht und nationalen Eigeninteressen schlug er die Übertragung der Zuständigkeit für die Anerkennung an ein internationales Organ wie den IGH vor. Hersch Lauterpacht strebte mit dieser Sichtweise, die zwischen der konstitutiven und der deklarativen Theorie positioniert war und Elemente beider Theorien vereinte, einen kollektiven und rechtlich geregelten Prozess zur Anerkennung von Staaten an. Dieser Ansatz wurde jedoch kritisiert, da seine Begründung beispielsweise nach Ansicht des österreichisch-amerikanischen Juristen Josef Laurenz Kunz nicht von logischen Argumenten, sondern von ethischen Überlegungen getragen sei, und damit die Bedeutung des positiven Rechts entwerten würde. Darüber hinaus sei die von Lauterpacht vorgeschlagene Doktrin nach Ansicht von Kunz nicht in Übereinstimmung mit der Praxis der Staatengemeinschaft.
Von 1940 bis nach dem Ende des Zweiten Weltkrieges leistete Hersch Lauterpacht darüber hinaus wichtige Beiträge zum internationalen Strafrecht. So beeinflusste er mit seiner Ansicht, dass die Sichtweise „Befehl ist Befehl“ (Superior Orders) zur Rechtfertigung einer illegalen militärischen Handlung keine geeignete rechtliche Grundlage habe, die Inhalte des British Military Manual. Ebenso wirkte er wesentlich an der Konzeption des Londoner Statuts von 1945 mit, das die Rechtsgrundlage für die Militärgerichtshöfe der Nürnberger Prozesse bildete. Seine Aktivitäten waren dabei insbesondere von Bedeutung für die Dreiteilung der darin definierten Tatbestände in Kriegsverbrechen, Verbrechen gegen den Frieden und Verbrechen gegen die Menschlichkeit, die er dem amerikanischen Chefankläger Robert H. Jackson vorschlug, sowie für die Konzeption des Begriffs „Verbrechen gegen die Menschlichkeit“. Weitere Themen, denen sich Hersch Lauterpacht widmete, betrafen unter anderem das internationale Vertragsrecht und das den Festlandsockel betreffende Völkerrecht.

### Auszeichnungen und Würdigung
Von ihm nahestehenden Menschen wurde Hersch Lauterpacht als würdevoll, vornehm und humorvoll in seinem Auftreten sowie als zuvorkommend und gastfreundlich im Umgang mit anderen Menschen beschrieben, zugleich galt er aber auch als energisch, fordernd und anspruchsvoll gegenüber seinen Studenten und Kollegen. Er verlor zeit seines Lebens nicht den kontinentaleuropäisch geprägten Akzent in seiner englischen Aussprache, was von mit ihm befreundeten Juristen als markant für seine Vorträge und Gespräche empfunden wurde. In einem Land, in das er ohne nennenswerte Verbindungen oder finanzielle Mittel ausgewandert war, erreichte er in weniger als 15 Jahren ranghohe Positionen in seinem beruflichen Umfeld und später hohe akademische und staatliche Ehrungen. Als mitentscheidend für seinen Erfolg gilt die Förderung und Fürsprache durch seinen Freund Arnold McNair sowie die Assimilation in die britische akademische Elite durch die von ihm vertretenen Positionen. Sein Werk wird als Maßstab und als Paradigma angesehen, welches das Verständnis des internationalen Rechts in Großbritannien bis in die Gegenwart prägt. Kennzeichnend für sein Wirken war im Vergleich zu anderen Rechtswissenschaftlern seine umfassende Beschäftigung mit der Philosophie, mit den praktischen Problemen und mit den Grenzen des Völkerrechts. Als typisch für die meisten seiner Schriften galten seine Auseinandersetzung mit fundamentalen Fragen, seine umfangreichen Bezüge zu rechtsphilosophischen Aspekten in seiner Argumentation, seine wiederholte Kritik an einem starren Rechtspositivismus sowie sein enzyklopädisches Wissen zum Recht, zur politischen Theorie und zur Geschichte und Praxis der Diplomatie.
Hersch Lauterpacht wurde 1947 in das Institut de Droit international und ein Jahr später als Fellow in die British Academy aufgenommen. Darüber hinaus wurde er 1949 zum Queen’s Counsel und 1955 zum „Master of the Bench“ (berufenes Seniormitglied) der Anwaltskammer Gray’s Inn ernannt sowie 1956 als Knight Bachelor zum Ritter geschlagen. Er erhielt Ehrendoktortitel der Universität Genf, der Universität Aberdeen und der Hebräischen Universität Jerusalem, sowie 1960 für die Veröffentlichung seines Werkes „The Development of International Law by the International Court“ und postum 1972 zusammen mit seinem Sohn für ihr gemeinsames Wirken als Herausgeber der „International Law Reports“ jeweils das „ASIL Certificate of Merit“ (Verdiensturkunde) der Amerikanischen Gesellschaft für internationales Recht, die ihn 1955 bereits zu ihrem Ehrenmitglied ernannt hatte. Das 1983 entstandene „Lauterpacht Centre for International Law“ (Lauterpacht-Zentrum für internationales Recht) an der Juristischen Fakultät der University of Cambridge, das in Großbritannien zu den bedeutendsten Forschungseinrichtungen im Bereich des Völkerrechts zählt, sowie der Lehrstuhl für Internationales Recht der Hebräischen Universität Jerusalem tragen seinen Namen. Als Ordinarius dieses Lehrstuhls wurde 1965 Jehuda Zvi Blum berufen. Darüber hinaus findet in Cambridge seit der Eröffnung des Zentrums jährlich eine seinem Andenken gewidmete Vorlesung statt, zu der international renommierte Völkerrechtsexperten eingeladen werden, so unter anderem John Dugard, Ignaz Seidl-Hohenveldern, Mohamed Shahabuddeen sowie der schwedische Diplomat Hans Blix und der finnische Rechtswissenschaftler Martti Koskenniemi. Das gesamte Schriftwerk von Hersch Lauterpacht, das zwischen 1970 und 2004 von seinem Sohn in fünf Bänden herausgegeben wurde, umfasst 7.860 Seiten. Als Ergänzungsband erschien 2010 eine ebenfalls von Elihu Lauterpacht verfasste Biographie seines Vaters mit einem Umfang von 450 Seiten, die auch Auszüge aus privater Korrespondenz von Hersch Lauterpacht enthält. Sein Nachlass wird im Trinity College der University of Cambridge verwahrt.
Bereits zu Lebzeiten beziehungsweise zum Zeitpunkt seines Todes wurde Hersch Lauterpacht als eine der führenden Persönlichkeiten seiner Zeit im Bereich des internationalen Rechts angesehen. Der österreichische Jurist Alfred Verdroß-Droßberg, zur damaligen Zeit Mitglied der Völkerrechtskommission und Richter am Europäischen Gerichtshof für Menschenrechte, bezeichnete ihn nach Bekanntgabe seines Todes als „größte zeitgenössische Autorität im Bereich des Völkerrechts“. Er gilt bis in die Gegenwart aufgrund seines theoretischen und praktischen Wirkens als Rechtswissenschaftler, Hochschullehrer und Richter als einer der herausragendsten Juristen in der Geschichte des Völkerrechts im 20. Jahrhundert und neben dem französischen Juristen Georges Scelle als einer der einflussreichsten Völkerrechtler seiner Zeit. Stephen Schwebel, der aufgrund seines eigenen Wirkens als Professor für internationales Recht und als Richter am Internationalen Gerichtshof zu einem der prominentesten Studenten von Hersch Lauterpacht wurde, beschrieb dessen Leistungen als „unübertroffen im Vergleich zu allen anderen Völkerrechtlern des 20. Jahrhunderts“. Seine Schriften und Aktivitäten gelten als grundlegend für die Entstehung der gegenwärtigen Völkerrechtsordnung. Nach Ansicht von Philip Jessup und Richard Reeve Baxter, die später ebenfalls als Richter am IGH tätig waren, beeinflusste er anders als sein Lehrer Hans Kelsen, der sich vor allem mit der Struktur und Systematik des internationalen Rechts beschäftigte, insbesondere dessen Entwicklung und Funktion. Martti Koskenniemi bewertete Hersch Lauterpachts 1933 veröffentlichte Abhandlung „The Function of Law in the International Community“ als das wichtigste im 20. Jahrhundert erschienene englischsprachige Buch im Bereich des Völkerrechts.

## Sonstiges
Lauterpacht war ein Großonkel des späteren israelischen Staatspräsidenten Jitzchak Herzog.

## Werke (Auswahl)
- Private Law Sources and Analogies of International Law with Special Reference to Arbitration. London 1927
- The Function of Law in the International Community. Oxford 1933; Neuauflage: Oxford und New York 2011
- The Development of International Law by the Permanent Court of International Justice. London 1934
- An International Bill of the Rights of Man. New York 1945
- Recognition in International Law. New York 1947
- International Law and Human Rights. London 1950
- The Development of International Law by the International Court. London 1958